# Luciano Brancoli
Luciano Brancoli (14 de agosto de 1945 - Madrid, 12 de mayo de 2016) fue un diseñador de moda chileno de origen Italiano, destacándose en la década de 1990 por sus diseños innovadores.

## Carrera
Inició su carrera en la década de 1980 realizando fotografías para la revista Paula, en este entorno comienza a mostrar sus primeros diseños en la televisión, siendo ampliamente reconocido por un vestido metálico que usó Raquel Argandoña para el Festival de la Canción de Viña del Mar de 1981.
Tras su éxito en el vestido de Argandoña, Brancoli abre su tienda en Santiago y realizó diversos diseños que fueron usados por personajes de la farándula chilena como Marcela Vacarezza y Pilar Jarpa. Se destacan los diseños de los vestidos de novia de Cecilia Bolocco (nupcias con Michael Young) y Raquel Argandoña (nupcias con Eliseo Salazar). Fue el responsable de diseñar los uniformes de los deportistas chilenos para los Juegos Olímpicos de Barcelona 1992.
También desarrolló parte de su carrera como panelista de televisión en el programa Buenos Días a Todos (TVN), director de vestuario de algunos programas del director Gonzalo Bertrán como Martes 13 (Canal 13), y se vinculó con algunos concursos para elegir a Miss Chile.
Como comentarista de modas participó en programas de televisión relacionados con la entrega de los premios Oscar en diversos canales de televisión, así como comentarista de moda en las galas del Festival Internacional de la Canción de Viña del Mar. El suceso más recordado fue durante la transmisión de la gala del 2012 donde hizo una crítica muy ácida a la madre de Nicolás Massú, Sonia Fried.

## Fallecimiento
Brancoli falleció en Madrid el 12 de mayo de 2016 tras sufrir un infarto agudo de miocardio. Sus restos fueron repatriados, incinerados y esparcidos en su campo.